# Ladislao I d'Ungheria
Ladislao I, detto il Santo (in ungherese Szent László; in croato Ladislav I; in slovacco Svätý Ladislav; in polacco Władysław I Święty) (Cracovia, 1040 – Nitra, 29 luglio 1095), fu re d'Ungheria dal 1077 e fino alla morte, avvenuta a quasi vent'anni di distanza dalla sua salita al potere. Durante il suo dominio, egli espanse in maniera significativa i confini magiari e assicurò una stabilità interna tale per cui, stando a quanto raccontano le fonti coeve o di poco più tarde, riuscì a farsi apprezzare in patria «come nessun altro».
Secondo figlio di Béla I d'Ungheria, dopo la morte del padre nel 1063, Ladislao e suo fratello maggiore, Géza, riconobbero il loro cugino Salomone quale legittimo re in cambio dell'assegnazione del ducato detenuto dal padre, che comprendeva un terzo del regno (Tercia pars regni). I rapporti furono collaborativi per il decennio successivo e, in tale arco temporale, si colloca la leggenda più popolare legata a Ladislao, secondo cui lottò coraggiosamente con un «cumano» (un nomade di origini turche) che rapì una ragazza magiara. Le relazioni dei fratelli con Salomone si deteriorarono all'inizio degli anni 1070, tanto che questi insorsero contro di lui. Géza fu proclamato monarca nel 1074, ma Salomone mantenne il controllo delle regioni occidentali del suo regno. Durante il regno di Géza, Ladislao assunse il ruolo di principale consigliere di suo fratello.
Géza morì nel 1077 e i suoi sostenitori incoronarono Ladislao come successore. Salomone resistette a Ladislao con l'assistenza di Enrico IV di Franconia, innescando il sostegno da parte dei magiari agli oppositori del tedesco durante la lotta per le investiture. Nel 1081, Salomone abdicò e riconobbe il regno di Ladislao, ma cospirò per riconquistare il trono e il sovrano decise di imprigionarlo. Ladislao canonizzò i primi santi ungheresi (compresi i suoi vecchi antenati, Stefano I e il duca Emerico) nel 1085. Durante la cerimonia di canonizzazione, Salomone liberò dal giogo suo cugino prima tenuto prigioniero.
Dopo aver posto fine alla serie di guerre civili che aveva devastato l'Ungheria, l'obiettivo principale di Ladislao riguardò il ripristino della sicurezza interna. Per questo motivo, introdusse una legislazione severa, punendo coloro che violavano il diritto di proprietà con la morte o la mutilazione. In campo estero riuscì a occupare quasi tutta la Croazia nel 1091, inaugurando un periodo di espansione per il suo regno e, inoltre, le vittorie sui Peceneghi e sui Cumani assicurarono la sicurezza dei confini orientali della sua patria per circa 150 anni. Il rapporto con la Santa Sede si deteriorò durante le ultime fasi della sua vita, poiché i papi consideravano la Croazia quale loro feudo, mentre Ladislao rigettava le loro affermazioni.
Ladislao fu verosimilmente canonizzato il 27 giugno 1192 da papa Celestino III; le leggende lo descrivono come un pio re-cavaliere, «l'incarnazione dell'ideale cavalleresco ungherese del tardo medioevo». Si tratta di un santo popolare in Ungheria e nelle nazioni vicine, essendo dedicate alla sua persona molteplici chiese.

## Biografia

### Primi anni (prima del 1064)
Ladislao era il secondo figlio del futuro re Béla I e di sua moglie, Richeza (o Adelaide), figlia del re Miecislao II di Polonia. Ladislao e suo fratello maggiore, Géza, nacquero a Cracovia, l'allora capitale della Polonia, dove Béla si era stabilito negli anni Trenta del decennio del secolo scorso dopo essere stata bandito dall'Ungheria. Ladislao nacque intorno al 1040 e già in giovane età le cronache gli riservano degli elogi; secondo la leggenda a lui relativa redatta alla fine del XII secolo, la sua «costituzione fisica e spirituale testimoniava la graziosa volontà di Dio anche alla sua nascita». Il quasi contemporaneo Gallo Anonimo riferisce che Ladislao venne «cresciuto in età infantile in Polonia» e divenne quasi un «polacco nei suoi modi di fare e nella sua vita quotidiana», ricevendo per altro un nome slavo, in quanto "Ladislaus" deriva da "Vladislav".

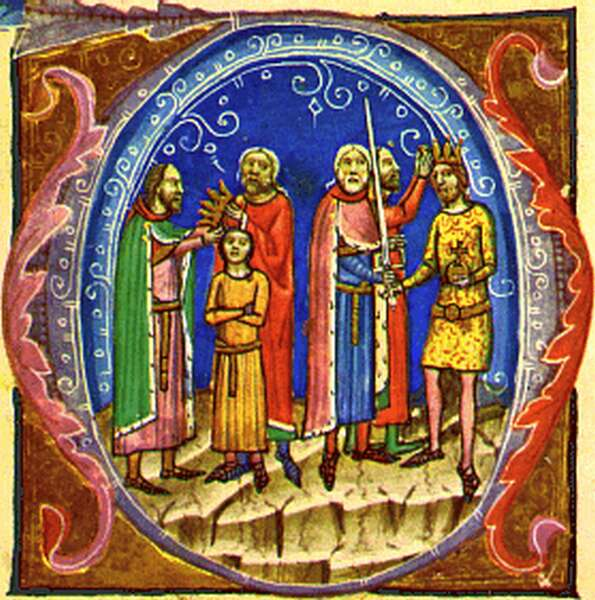
Il padre di Ladislao, Béla I, viene incoronato re dopo che suo nipote, Salomone, viene privato della corona. Miniatura dalla Chronica Picta)

Béla e la sua famiglia tornarono in Ungheria intorno al 1048; il nobile ricevette il cosiddetto ducato, che comprendeva un terzo del regno (Tercia pars regni) da suo fratello, il monarca Andrea I. La Chronica Picta asserisce che il figlio di Andrea, Salomone, «fu unto re con il consenso del duca Béla e dei suoi figli Geysa e Ladislao» nel 1057 o 1058.
Béla, che era stato l'erede di Andrea prima dell'incoronazione di Salomone, partì per la Polonia nel 1059 e i suoi figli lo accompagnarono, facendo poi ritorno con rinforzi polacchi finalizzati a dare vita a una ribellione contro Andrea. Dopo aver sconfitto Andrea, Béla fu incoronato re il 6 dicembre 1060, mentre al contempo Salomone lasciò il paese, rifugiandosi nel Sacro Romano Impero. Béla I perì l'11 settembre 1063, qualche tempo prima che le truppe tedesche entrassero in Ungheria per reinstallare Salomone. Ladislao e i suoi fratelli, Géza e Lamberto, tornarono in Polonia e Salomone fu nuovamente incoronato re ad Albareale; i tre fratelli tornarono solo quando i tedeschi lasciarono l'Ungheria. Per scongiurare il rischio di un'altra guerra civile, i giovani sottoscrissero un trattato con Salomone il 20 gennaio 1064, riconoscendo la legittimità del regno di questo in cambio del ducato amministrato dal padre.

### Duca in Ungheria (1064-1077)
Ladislao e Géza probabilmente divisero l'amministrazione del loro ducato, con il primo che scelse di gestire le regioni situate nei dintorni di Bihar (oggi Biharia, in Romania). Géza e Ladislao collaborarono con il re Salomone tra il 1064 e il 1071 e si racconta che, in tale periodo, si avverò una delle leggende più famose che circondano la figura di Ladislao, ovvero la sua lotta con un guerriero «di etnia cumana» che rapì una fanciulla cristiana, forse per stuprarla. Il rapporto tra il re e i suoi cugini si fece teso all'inizio degli anni 1070, anche per via di quando il solo Géza accompagnò Salomone in una campagna militare contro l'impero bizantino nel 1072, mentre invece Ladislao rimase con metà delle truppe ducali a Nyírség per «vendicare suo fratello con mano risoluta» se Salomone avesse fatto del male a Géza.
Rendendosi conto che un altro scontro civile pareva inevitabile, il re e i duchi avviarono negoziati per ottenere l'ausilio di potenze straniere. In primo luogo, Ladislao visitò la Rus' di Kiev, ma tornò senza rinforzi; a quel punto si recò in Moravia e convinse il duca Ottone I di Olomouc ad accompagnarlo in Ungheria con le truppe ceche. Quando varcarono i confini dell'Ungheria, l'esercito reale aveva già invaso il ducato e messo in rotta i guerrieri fedeli a Géza nella battaglia di Kemej il 26 febbraio 1074. Ladislao incontrò suo fratello in fuga a Vác e insieme decisero di continuare la lotta contro Salomone. Una leggenda raccontata nella Chronica Picta riporta che, prima della battaglia, Ladislao «vide in pieno giorno una visione dal cielo» di un angelo che poneva una corona sulla testa di Géza. Un'altra versione raccontava anche che un «ermellino di un colore bianco chiarissimo» balzò da un cespuglio spinoso dirigendosi verso la lancia di Ladislao e poi arrampicandosi sul suo petto. Lo scontro decisivo ebbe luogo a Mogyoród il 14 marzo 1074 e Ladislao era al comando «delle truppe di Byhor» sul fianco sinistro. Salomone fu sconfitto, ma invece di arrendersi ai suoi cugini, fuggì ai confini occidentali del regno per cercare assistenza da suo cognato Enrico IV di Franconia.
Géza fu proclamato re, ma Salomone si stabilì a Moson e Presburgo (ora Bratislava, in Slovacchia). Durante il regno del suo consanguineo, Ladislao amministrò tutto il vecchio ducato appartenente al padre e respinse l'attacco di Salomone a Nyitra (l'attuale Nitra, in Slovacchia) nell'agosto o nel settembre 1074, ma non poté conquistare Presburgo. Ladislao assunse pure il ruolo di principale consigliere di suo fratello e, secondo la leggenda che circonda la sua persona, Géza decise di costruire una chiesa dedicata alla Santa Vergine a Vác dopo che Ladislao spiegò il significato della meravigliosa apparizione di un cervo rosso nel luogo in cui sarebbe stata eretta la chiesa.
(Chronica Picta)

### Sovrano d'Ungheria

#### Consolidamento (1077-1085)
Géza I morì il 25 aprile 1077 e poiché i figli di Géza, Colomanno e Álmos, erano ancora in tenera età, i suoi sostenitori proclamarono invece Ladislao re. Gallo Anonimo sottolinea che il re Boleslao II l'Ardito di Polonia «scacciò» Salomone «dall'Ungheria con le sue forze e collocò [Ladislao] sul trono»; Boleslao giunse addirittura a definire Ladislao come «il suo signore». Sebbene la Chronica Picta sottolinea che Ladislao «non poggiò mai la corona sulla sua testa, poiché desiderava una corona celeste piuttosto che quella terrena tipica di un re mortale», tutte le sue monete lo raffigurano con un copricapo cerimoniale, suggerendo che Ladislao fu effettivamente incoronato intorno al 1078. Poco dopo quest'ultimo evento, Ladislao promulgò due codici legislativi, i quali incorporavano le decisioni di un'assemblea dei «magnati del regno» tenutasi a Pannonhalma. La maggior parte di queste leggi comprendeva misure draconiane volte a difendere la proprietà privata, circostanza che dimostra come Ladislao si concentrasse principalmente sul consolidamento interno e sulla stabilità durante i primi anni del suo regno. Le pene si contrassegnavano per una crudeltà estrema, se si pensa che il furto in flagranza veniva punito con l'impiccagione e anche reati minori come l'abigeato o la lesione dei diritti di proprietà altrui comportava l'accecamento o la vendita come schiavi. Tra le altre disposizioni, si regolavano procedimenti giudiziari e questioni economiche, inclusa l'emissione di citazioni giudiziarie e il monopolio reale sul commercio del sale. Di seguito un passaggio della codificazione:
(Compilazione di leggi di re Ladislao I)

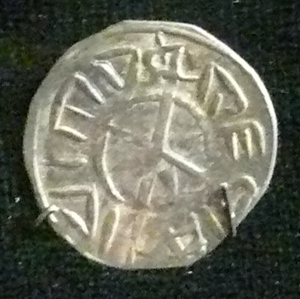
Una moneta d'argento con croce emessa durante il regno di Ladislao

La Chronica Picta afferma che Ladislao aveva intenzione di «restituire il regno» a Salomone per «preservare egli stesso il ducato», ma quasi tutte le fonti contemporanee contraddicono questa ricostruzione. Nel campo della politica estera, Ladislao si avvicinò a papa Gregorio VII, principale oppositore dell'alleato di Salomone, Enrico IV di Franconia, accogliendo la richiesta della Santa Sede volta a offrire protezione ai nobili bavaresi ribellatisi a Enrico. Nel 1078 o 1079, Ladislao sposò Adelaide, una figlia di Rodolfo di Svevia, che i principi tedeschi avevano eletto nel corso della grande rivolta dei Sassoni per farlo subentrare al posto di Enrico IV come re. Ladislao sostenne Leopoldo II di Babenberg, margravio d'Austria, anch'egli insorto ai danni di Enrico IV; nonostante questo, il monarca tedesco costrinse Leopoldo alla resa nel maggio 1078.
Approfittando dei conflitti interni nel Sacro Romano Impero, Ladislao assediò e conquistò la fortezza di Moson da Salomone all'inizio del 1079. Tuttavia, Enrico IV prese d'assalto le regioni occidentali dell'Ungheria e si assicurò la posizione di Salomone, in maniera tale da impedire l a Ladislao di assistere anche Boleslao il Temerario, recatosi in Ungheria dopo che i suoi sudditi lo avevano espulso dalla Polonia. Ladislao avviò i negoziati con Salomone, il quale abdicò nel 1080 o 1081 in cambio della garanzia di «concessioni sufficienti a soddisfare le esigenze economiche di un re». Di lì a poco, Salomone scelse comunque di cospirare contro il cugino, ragion per cui, Ladislao lo imprigionò.
I primi cinque santi magiari, tra cui il primo re d'Ungheria, Stefano I, e suo figlio, Emerico, furono canonizzati durante il dominio di Ladislao. La canonizzazione di Stefano dimostra secondo gli studiosi una certa magnanimità da parte Ladislao, in quanto il nonno di Ladislao, Vazul, fu accecato per ordine di Stefano negli anni 1030. Lo storico László Kontler afferma che la cerimonia di canonizzazione, tenutasi nell'agosto 1083, fu anche ovviamente un atto politico, a dimostrazione dell'«impegno di Ladislao a preservare e rafforzare» lo Stato cristiano. Ladislao dedicò in quel frangente un monastero benedettino fresco di costruzione, l'abbazia di Szentjobb, al braccio destro di Stefano, noto come la «Santa Destra», le cui spoglie furono ritrovate miracolosamente intatte. Ladislao liberò Salomone al momento della cerimonia; la leggenda vuole che si dichiarò allora che la tomba di Stefano non sarebbe essere aperta fino a quando non fosse avvenuta la scarcerazione.
(Artvico, Vita di re Stefano d'Ungheria)
Dopo il suo rilascio, Salomone eseguì un ultimo tentativo di riconquistare la corona per sé convincendo un capo pecenego, Kutesk, ad invadere l'Ungheria nel 1085. Ladislao surclassò gli invasori lungo il corso superiore del fiume Tibisco.

#### Espansione (1085-1092)
Nell'agosto 1087, i principi tedeschi ostili a Enrico IV si riunirono a Spira: il contemporaneo Bernoldo di Costanza racconta che Ladislao mandò degli inviati alla riunione e, «qualora fosse stato necessario, promise che li avrebbe assistiti con 20.000 cavalieri». Ladislao riconobbe anche papa Vittore III come pontefice legittimo piuttosto che Clemente III, che godeva invece del sostegno di Enrico IV essendo stato tra i fautori della sua nomina. Tuttavia, Ladislao non fornì ulteriore sostegno agli oppositori di Enrico IV dopo che fu informato della morte di Salomone nel 1087.

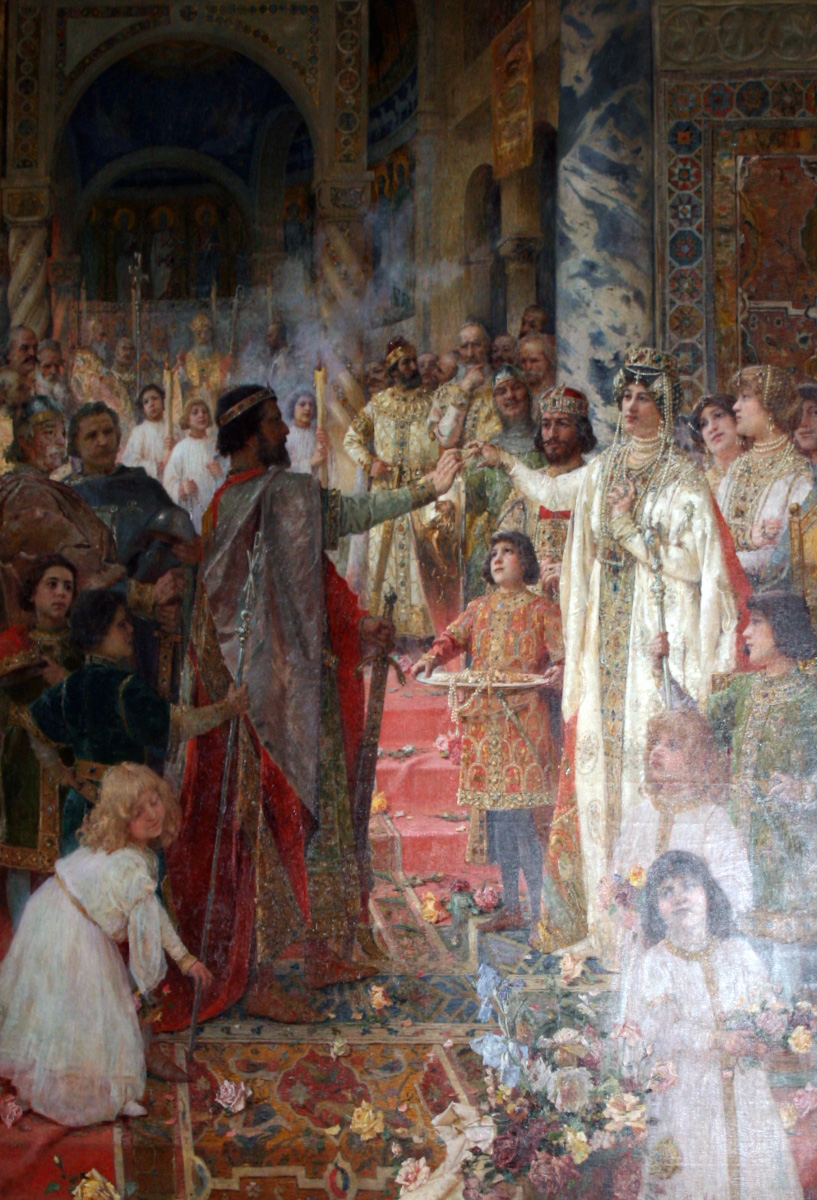
Le nozze di re Zvonimir, olio su tela di Mato Celestin Medović

L'attenzione di Ladislao si concentrò al contempo a sud, in Croazia. La moglie del re Demetrius Zvonimir, Elena, era la sorella di Ladislao e a seguito della morte di Zvonimir e del suo successore, Stefano II, insorse un conflitto tra le fazioni dei nobili croati. Su richiesta di Elena, Ladislao intervenne nel conflitto e invase la Croazia nel 1091, riferendo dell'invasione lo stesso anno ad Oderizio, abate di Montecassino. La cronaca di Tommaso Arcidiacono descrive come Ladislao «occupò l'intera terra dal fiume Drava alle montagne chiamate Alpi di Ferro senza incontrare alcuna opposizione». Tuttavia, i suoi avversari incoronarono un nobile locale, Petar Svačić, come loro sovrano e lo spronarono a combattere sui monti Gvozd, impedendo la completa conquista della Croazia. Ladislao nominò suo nipote Álmos per amministrare il territorio occupato, istituendo altresì, più o meno nello stesso periodo, una diocesi separata in Slavonia con sede a Zagabria. Il vescovo della nuova diocesi finì sottoposto all'arcivescovo di Strigonio, in Ungheria.
Ladislao ammetteva nella sua lettera a Oderizio di non poter «promuovere la causa delle dignità terrene senza commettere gravi peccati». Lo storico Bálint Hóman sostiene che Ladislao si riferiva a un conflitto in via di sviluppo con papa Urbano II, che si oppose al rifiuto di Ladislao di riconoscere la sovranità della Santa Sede sulla Croazia. Nella lettera, Ladislao si definì «re degli Ungheresi e di Mèssia», ma al di là di ipotesi più strampalate, forse quella più verosimile è fornita dallo storico Ferenc Makk, il quale scrive che quest'ultimo titolo si riferiva alla Mesia. Pertanto, è presumibile che Ladislao aveva acquisito le regioni tra i fiumi della Grande Morava e della Drina dall'impero bizantino. Poiché però nessun altro documento si riferisce all'occupazione della Mesia da parte di Ladislao, è plausibile che, in caso di avvenuta conquista, dovette abbandonare la regione dopo pochissimo. Alexandru Madgearu asserisce che «Messia» andrebbe piuttosto associata alla Bosnia, occupata durante la campagna di Ladislao contro la Croazia.
I Cumani invasero e saccheggiarono la parte orientale del regno nel 1091 o 1092. Makk sostiene che i romei li persuasero ad attaccare l'Ungheria, mentre la Chronica Picta afferma che i cumani furono incitati dai ruteni. Per rappresaglia, prosegue lo scritto medievale, Ladislao invase i principati della vicina Rus', costringendo i «Ruteni» a chiedere «misericordia» e a promettere «che gli sarebbero stati fedeli in qualsiasi circostanza», sebbene nessuna cronaca rutena faccia riferimento a queste campagne.
Bernoldo di Costanza riferisce che il duca Guelfo di Baviera impedì un simposio che l'imperatore Enrico IV «aveva pianificato con il re dei magiari» nel dicembre 1092. Una lettera scritta da Enrico si riferisce «all'alleanza a cui [egli] si unì» al fianco di Ladislao. Papa Urbano II indicò anche che gli ungheresi «lasciarono i pastori della loro salvezza», implicando che Ladislao avesse cambiato posizione e riconosciuto la legittimità dell'antipapa Clemente III. Nell'atto dell'abbazia benedettina di Somogyvár, Ladislao affermò che l'abate doveva a lui obbedienza, per cui se ne deduce che il sovrano si opponeva all'indipendenza della Chiesa invece richiesta dalle Riforme gregoriane. Ladislao presiedette in prima persona un'assemblea dei prelati ungheresi che si riunì a Szabolcs il 21 maggio 1091. Il sinodo riconobbe la legittimità del primo matrimonio di un sacerdote, in contrasto con i princìpi del diritto canonico, che impongono ai membri del clero di non contrarre tale sacramento. Secondo una teoria accademica, le sedi delle diocesi di Kalocsa e Bihar furono trasferite a Bács (ora Bač, in Serbia) e Nagyvárad (l'attuale Oradea, Romania), rispettivamente, durante il regno di Ladislao.

### Gli ultimi anni (1092-1095)

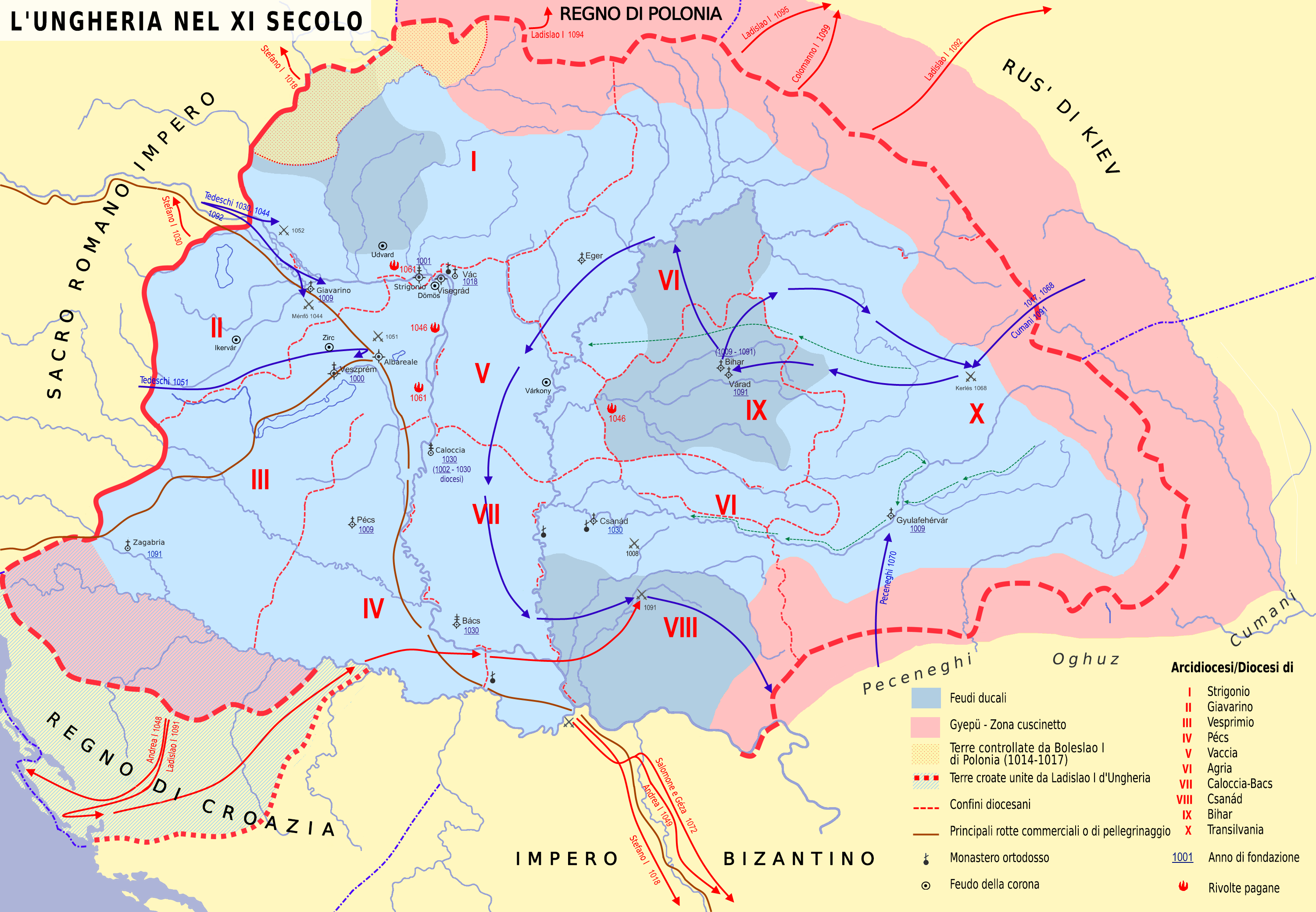
Il Regno d'Ungheria negli anni 1090

Ladislao intervenne in un conflitto tra Ladislao I Herman, duca di Polonia, e il figlio illegittimo del duca, Zbigniew, in favore di quest'ultimo. Marciò pertanto in Polonia e catturò il figlio minore di Ladislao I Herman, Boleslao, nel 1093. Su richiesta del magiaro, Ladislao I Herman dichiarò Zbigniew suo figlio legittimo. La Chronica Picta parla anche di come le truppe ungheresi conquistarono Cracovia durante la campagna di Ladislao, ma la credibilità di questo resoconto è stata messa in dubbio.
Nell'opera appena citata si afferma inoltre che, in quello stesso periodo, «messaggeri dalla Francia e dalla Spagna, dall'Inghilterra e dalla Baviera, e in particolare spediti da Willermus, il fratello del re dei Franchi» visitarono Ladislao a Bodrog (vicino all'attuale Bački Monoštor nella Serbia settentrionale) nella Pasqua del 1095, chiedendogli di guidare la loro crociata in Terra santa. La leggenda relativa a Ladislao dice che questi decise di «recarsi a Gerusalemme e morire lì in nome di Cristo». L'intera vicenda fu inventata, probabilmente durante il regno del re Béla III d'Ungheria (che in realtà stava progettando di condurre una crociata in Terra santa negli anni 1190), secondo lo storico Gábor Klaniczay. L'urgenza principale di Ladislao era in realtà quella di invadere la Boemia affinché assistesse i figli di sua sorella Eufemia, Svatopluk e Ottone. Tuttavia, prima ancor di giungere in Moravia, si ammalò gravemente; la Chronica Picta narra che Ladislao, che non aveva discendenti, «convocò i nobili di alto lignaggio», dicendo loro che il figlio minore di suo fratello, Álmos, «avrebbe dovuto regnare dopo di lui».
Ladislao morì vicino al confine ungherese-boemo il 29 luglio 1095. Una bolla pontificia emessa da papa Pasquale II nel 1106 affermava che il «venerabile corpo di Ladislao riposa» nell'abbazia di Somogyvár, implicando che Ladislao fosse stato sepolto a Somogyvár. L'ennesimo racconto nato in epoca successiva, nello specifico nel tardo XII secolo, racconta che i servitori avevano previsto di seppellire la salma a Székesfehérvár, ma il carro che trasportava il suo corpo «partì in direzione di Várad da solo, senza l'intervento di alcun animale da tiro».

## Rilevanza storica

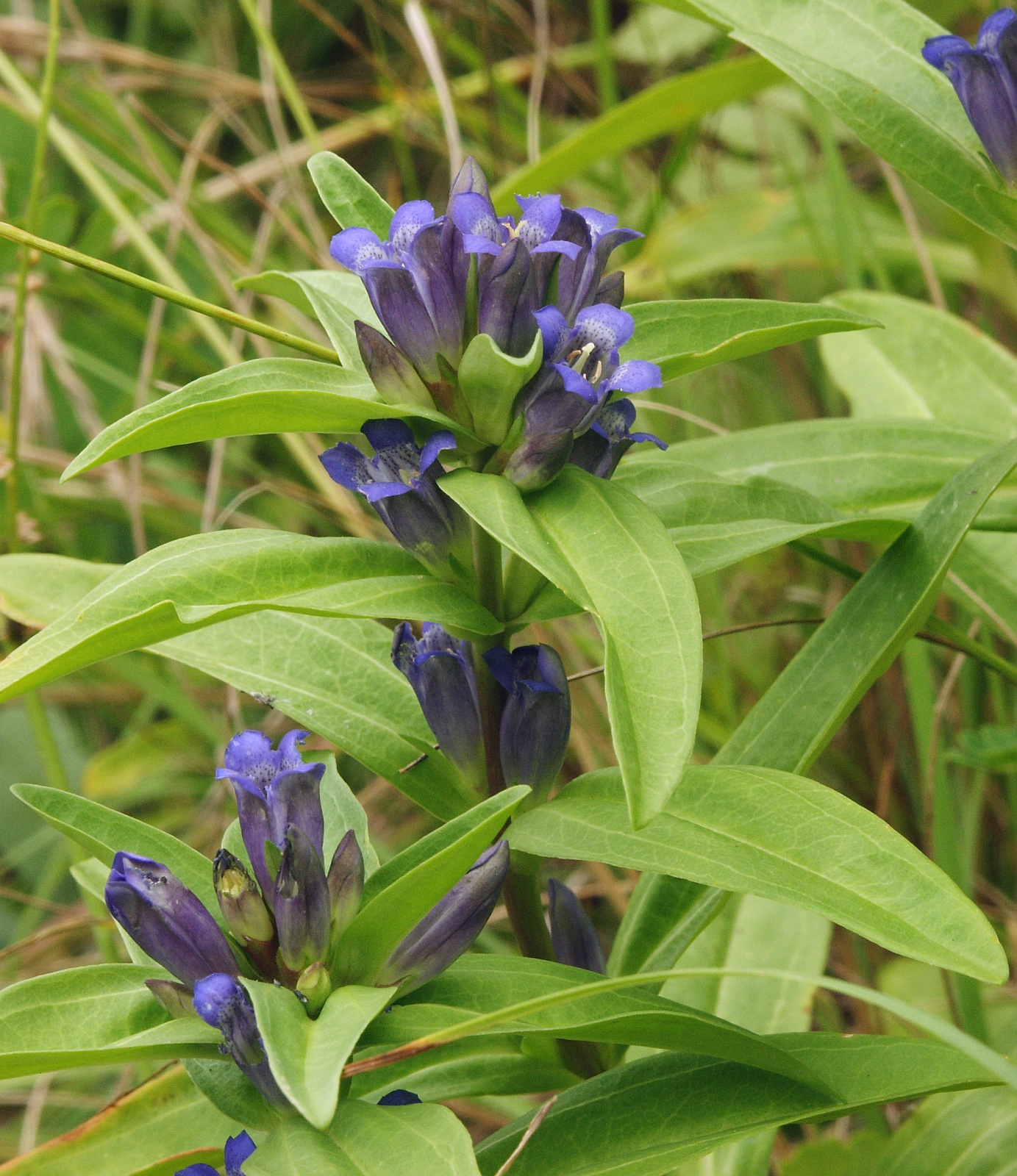
Una genziana minore (Gentiana cruciata) blu in fiore, tradizionalmente conosciuta in Ungheria come "erba di San Ladislao"

### Consolidamento della monarchia cristiana
Per secoli, agiografi e storici hanno sottolineato il ruolo preminente di Ladislao nel consolidamento della monarchia cristiana. Le cronache dibattevano anche sulla sua idoneitas a regnare, perché la legittimità del suo governo si poggiava, ragionando su un discorso esclusivamente teorico, su basi legali fragili; la Chronica Picta afferma in maniera chiara che Ladislao fosse consapevole del fatto che Salomone vantasse una posizione privilegiata nella linea di successione, ma grazie alle sue azioni riuscì ad ingraziarsi l'intera Ungheria e a regnare con successo.
Dopo le vittorie di Ladislao sui peceneghi e sui cumani, i popoli nomadi provenienti dalle steppe del Ponto smisero di invadere l'Ungheria fino all'invasione mongola del 1241; Kristó suggerisce che i siculi di Transilvania, una comunità di guerrieri di lingua ungherese originaria della Transilvania, si insediarono nei confini più orientali sotto Ladislao e li colonizzarono. La «storica associazione del regno di Ungheria e Croazia», che terminò nel 1918, cominciò proprio grazie alla conquista della Croazia da parte di Ladislao. La sua conquista segnò il principio di un periodo di espansione ungherese, che assicurò a Buda un posto tra le principali potenze dell'Europa centrale nei secoli successivi. Diventò inoltre una consuetudine per un re ungherese appena incoronato effettuare un pellegrinaggio al santuario di Ladislao a Várad. Luigi I d'Ungheria, eseguì svariati tentativi di espandere il suo territorio nella penisola balcanica, mostrò un rispetto speciale per Ladislao.
(Gallo Anonimo, Cronaca polacca)

### Canonizzazione ed eredità
Gábor Klaniczay sottolinea che Ladislao «sembrava praticamente fatto su misura per impersonare l'ideale del cavaliere-re» per la sua epoca. Durante il regno del successore di Ladislao, Colomanno il Bibliofilo, il vescovo Artvico faceva notare che «il carattere di Ladislao si distingueva per il rispetto riservato alle tradizioni e si distingueva per lo splendore delle sue virtù». Le cosiddette Gesta Ladislai regis ("Le gesta del re Ladislao"), ovvero testi sulla vita e il dominio di Ladislao, sono oggi note agli studiosi perché scritte durante il dominio di Colomanno e riportate nelle cronache ungheresi nel XIV secolo. Cinque eventi significativi della vita del sovrano, non narrati nella sua leggenda ufficiale, sono pervenuti infatti a noi esclusivamente per mezzo delle Gesta.
La storia più popolare descrive la lotta di Ladislao con un guerriero «cumano» dopo la battaglia di Kerlés (l'attuale Chiraleș, Romania) nel 1068. Durante lo scontro, gli eserciti congiunti di Salomone, Géza e Ladislao surclassarono un'armata composta da peceneghi o turchi oghuz che imperversavano con i loro saccheggi nelle parti orientali del regno. Secondo la versione raccontata nella Chronica Picta, Ladislao individuò un guerriero pagano in fuga dal campo di battaglia con una fanciulla ungherese prima fatta prigioniera. Ladislao inseguì il «cumano», senza però riuscire a fermarlo: su suo consiglio, la fanciulla disarcionò il guerriero dal cavallo, permettendo al magiaro di uccidere il turco dopo un intenso combattimento spada contro spada. L'archeologo Gyula László dice che gli affreschi raffiguranti questa leggenda nelle chiese medievali hanno conservato gli elementi dei miti pagani, inclusa una concezione per certi versi biblica della «lotta tra le forze della luce e delle tenebre».
(Chronica Picta)
Durante il regno di Stefano II d'Ungheria, il santuario di Ladislao nella cattedrale di Várad divenne il luogo preferito per eseguire delle ordalie. Non è comunque possibile determinare se Ladislao cominciò ad essere venerato subito dopo la sua morte o se il suo culto emerse dopo essere stato canonizzato da Béla III d'Ungheria il 27 giugno 1192. Béla aveva vissuto alla corte bizantina, dove la figlia di Ladislao, Irene, veniva venerata come santa.
Secondo l'Arcidiacono Tommaso, fu papa Innocenzo III a sancire l'istituzione di Ladislao nell'«elenco degli uomini degni di essere chiamati santi», ma la sua relazione è inaffidabile, perché in quell'anno era al soglio pontificio Celestino III. Le bolle e i documenti di Celestino III non fanno riferimento alla canonizzazione di Ladislao, circostanza la quale implica che fu canonizzato senza il placet della Santa Sede. Il quasi coevo Regestrum Varadinense dice che un servitore chiamato «Tekus, figlio dell'artigiano Dénes», scoprì la tomba di Ladislao all'inizio della cerimonia, dopo di che ad egli fu concessa la libertà. Parti della testa e della mano destra di Ladislao furono recise in modo che potessero essere distribuite come reliquie. Il reliquiario d'argento del XV secolo che contiene la testa di Ladislao è esposto nella cattedrale di Győr.
La leggenda ufficiale di Ladislao, compilata dopo il 1204, gli attribuisce una serie di miracoli. Secondo una delle narrazioni che riguardano il sovrano canonizzato, si diffuse una pestilenza in tutto il regno durante il suo dominio e Ladislao pregò per una cura; scagliando poi una freccia in aria a caso, colpì un'erba che si scoprì in grado di curare la malattia. Questa pianta divenne nota come "erba di San Ladislao" in terra magiara.
Ladislao è un santo patrono dell'Ungheria, venerato soprattutto lungo i confini con la Romania e la Slovacchia. In particolare, è considerato anche il protettore dei siculi di Transilvania e figura in alcuni simboli dell'esercito nazionale (perché detto il "re soldato"). Una leggenda del tardo medioevo suggerisce che Ladislao si presentò a capo di un esercito di siculi per combattere e poi anche tra l'altro sconfiggere un contingente tartaro nel 1345. Si considera anche come il santo protettore nei periodi di pestilenza ed è spesso raffigurato come un uomo maturo e barbuto (segue tale canone anche una statua a lui dedicata posta nel colonnato della Piazza degli Eroi a Budapest), con in testa una corona reale e in mano una lunga spada o un vessillo. Viene talvolta riprodotto anche in ginocchio davanti a un cervo o in compagnia di due angeli.

## Ascendenza
|                           |                       |                        | Genitori                |  |  | Nonni |  |  | Bisnonni |  |  | Trisnonni          |  |
|                           |                       |                        |                         |  |  |       |  |  | Mihály   |  |  | Taksony d'Ungheria |  |
|                           |                       |                        |                         |  |  |       |  |  | Mihály   |  |  | Taksony d'Ungheria |  |
|                           |                       | …                      |                         |  |  |       |  |  | Mihály   |  |  |                    |  |
| Vazul                     |                       |                        |                         |  |  |       |  |  | Mihály   |  |  |                    |  |
|                           |                       | …                      | …                       |  |  |       |  |  |          |  |  |                    |  |
|                           |                       | …                      | …                       |  |  |       |  |  |          |  |  |                    |  |
|                           |                       | …                      | …                       |  |  |       |  |  |          |  |  |                    |  |
| Béla I d'Ungheria         |                       | …                      |                         |  |  |       |  |  |          |  |  |                    |  |
|                           |                       | …                      | …                       |  |  |       |  |  |          |  |  |                    |  |
|                           |                       | …                      | …                       |  |  |       |  |  |          |  |  |                    |  |
|                           |                       | …                      | …                       |  |  |       |  |  |          |  |  |                    |  |
| Una donna del clan Tátony |                       | …                      |                         |  |  |       |  |  |          |  |  |                    |  |
|                           |                       | …                      | …                       |  |  |       |  |  |          |  |  |                    |  |
|                           |                       | …                      | …                       |  |  |       |  |  |          |  |  |                    |  |
|                           |                       | …                      | …                       |  |  |       |  |  |          |  |  |                    |  |
| Ladislao I d'Ungheria     |                       | …                      |                         |  |  |       |  |  |          |  |  |                    |  |
|                           | Boleslao I di Polonia | Miecislao I di Polonia |                         |  |  |       |  |  |          |  |  |                    |  |
|                           | Boleslao I di Polonia | Miecislao I di Polonia |                         |  |  |       |  |  |          |  |  |                    |  |
|                           | Boleslao I di Polonia | Dubrawka               |                         |  |  |       |  |  |          |  |  |                    |  |
| Miecislao II di Polonia   | Boleslao I di Polonia |                        |                         |  |  |       |  |  |          |  |  |                    |  |
|                           |                       | Enmilda                | Drobomir                |  |  |       |  |  |          |  |  |                    |  |
|                           |                       | Enmilda                | Drobomir                |  |  |       |  |  |          |  |  |                    |  |
|                           |                       | Enmilda                | …                       |  |  |       |  |  |          |  |  |                    |  |
| Richeza di Polonia        |                       | Enmilda                |                         |  |  |       |  |  |          |  |  |                    |  |
|                           |                       | Azzo di Lotaringia     | Ermanno I di Lotaringia |  |  |       |  |  |          |  |  |                    |  |
|                           |                       | Azzo di Lotaringia     | Ermanno I di Lotaringia |  |  |       |  |  |          |  |  |                    |  |
|                           |                       | Azzo di Lotaringia     | Eylwig di Dillingen     |  |  |       |  |  |          |  |  |                    |  |
| Richeza di Lotaringia     |                       | Azzo di Lotaringia     |                         |  |  |       |  |  |          |  |  |                    |  |
|                           |                       | Matilde di Germania    | Ottone II di Sassonia   |  |  |       |  |  |          |  |  |                    |  |
|                           |                       | Matilde di Germania    | Ottone II di Sassonia   |  |  |       |  |  |          |  |  |                    |  |
|                           |                       | Matilde di Germania    | Teofano                 |  |  |       |  |  |          |  |  |                    |  |
|                           |                       | Matilde di Germania    |                         |  |  |       |  |  |          |  |  |                    |  |

## Discendenza

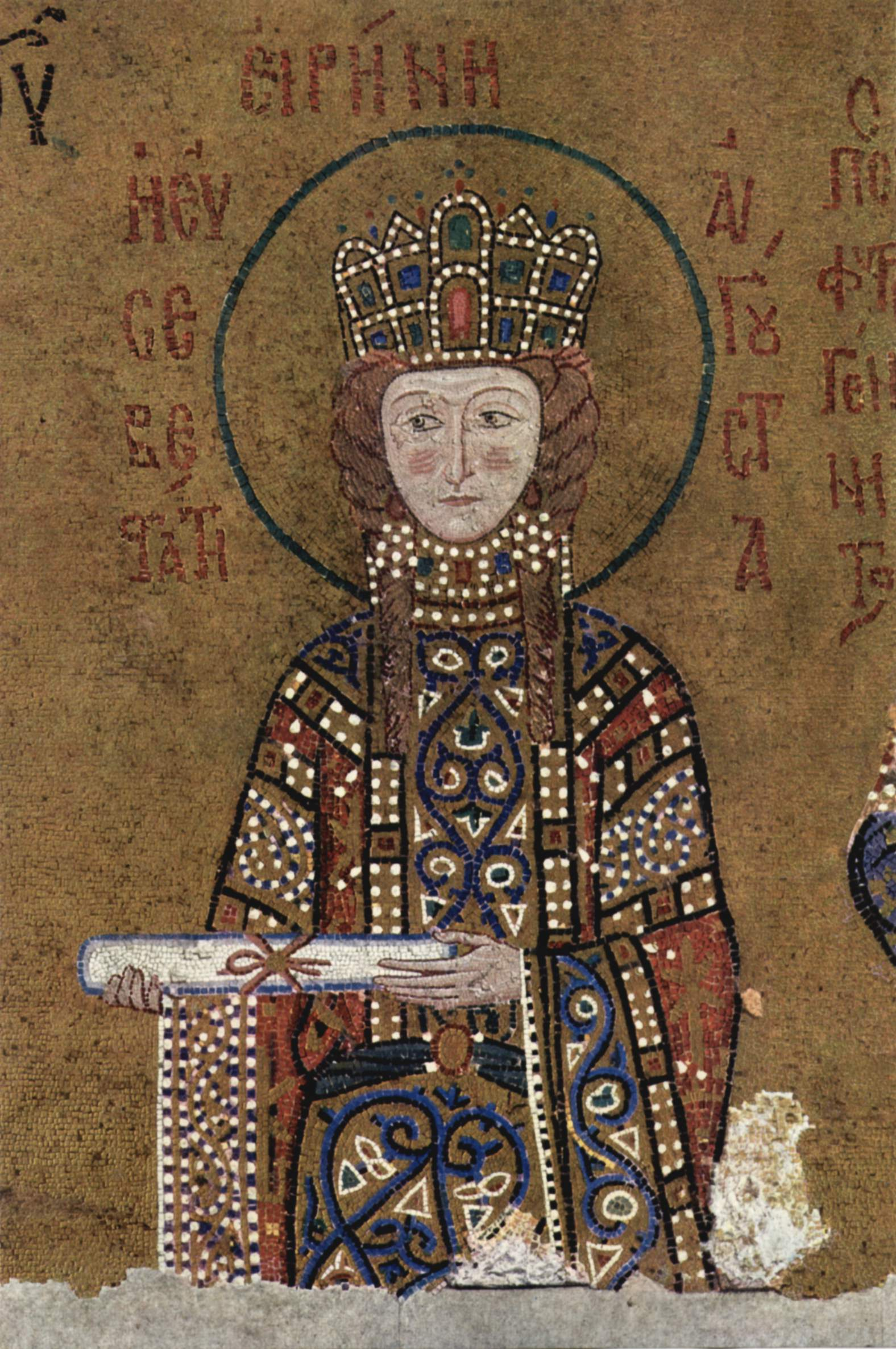
Ritratto in mosaico della figlia di Ladislao, Piroska, conosciuta come imperatrice Irene nell'Impero bizantino, nella Basilica di Santa Sofia (Istanbul, Turchia); è venerata come Santa Irene dalla Chiesa ortodossa

Lo storico Gyula Kristó afferma che Ladislao aveva una prima moglie, ma il suo nome e la sua famiglia non ci sono stati tramandati. La donna diede alla luce una figlia e anche il nome di quest'ultima è ignoto, sebbene si conosca l'identità del suo sposo, le cui nozze si celebrarono intorno al 1090, il principe Iaroslav Sviatopolčič di Volinia. Ladislao si sposò di nuovo nel 1078 con Adelaide, una figlia dell'anti-re tedesco Rodolfo di Svevia. La loro unica figlia di cui si ha notizia, Piroska, divenne la moglie dell'imperatore bizantino Giovanni II Comneno nel 1105 o 1106.
La famiglia e i parenti di Ladislao menzionati nell'articolo sono mostrati nel seguente albero genealogico.
| una donna del clan Tátony | una donna del clan Tátony | una donna del clan Tátony | una donna del clan Tátony | una donna del clan Tátony | una donna del clan Tátony |  |  | Vazul               | Vazul               | Vazul               | Vazul               | Vazul               | Vazul               |         |         |         |         |                    |                    |                    |                    |                    |                    |                      |                      |                      |                      |                         |                         |                         |                         |                         |                         |                     |                     |                     |                     |          |          |          |          |          |          |  |  |       |       |       |       |       |       |  |  |                     |                     |                     |                     |                     |                     |  |  |
| una donna del clan Tátony | una donna del clan Tátony | una donna del clan Tátony | una donna del clan Tátony | una donna del clan Tátony | una donna del clan Tátony |  |  | Vazul               | Vazul               | Vazul               | Vazul               | Vazul               | Vazul               |         |         |         |         |                    |                    |                    |                    |                    |                    |                      |                      |                      |                      |                         |                         |                         |                         |                         |                         |                     |                     |                     |                     |          |          |          |          |          |          |  |  |       |       |       |       |       |       |  |  |                     |                     |                     |                     |                     |                     |  |  |
|                           |                           |                           |                           |                           |                           |  |  |                     |                     |                     |                     |                     |                     |         |         |         |         |                    |                    |                    |                    |                    |                    |                      |                      |                      |                      |                         |                         |                         |                         |                         |                         |                     |                     |                     |                     |          |          |          |          |          |          |  |  |       |       |       |       |       |       |  |  |                     |                     |                     |                     |                     |                     |  |  |
|                           |                           |                           |                           |                           |                           |  |  |                     |                     |                     |                     |                     |                     |         |         |         |         |                    |                    |                    |                    |                    |                    |                      |                      |                      |                      |                         |                         |                         |                         |                         |                         |                     |                     |                     |                     |          |          |          |          |          |          |  |  |       |       |       |       |       |       |  |  |                     |                     |                     |                     |                     |                     |  |  |
| Andrea I                  | Andrea I                  | Andrea I                  | Andrea I                  | Andrea I                  | Andrea I                  |  |  |                     |                     | Béla I              | Béla I              | Béla I              | Béla I              | Béla I  | Béla I  |         |         | Richeza o Adelaide | Richeza o Adelaide | Richeza o Adelaide | Richeza o Adelaide | Richeza o Adelaide | Richeza o Adelaide |                      |                      |                      |                      |                         |                         |                         |                         |                         |                         |                     |                     |                     |                     |          |          |          |          |          |          |  |  |       |       |       |       |       |       |  |  |                     |                     |                     |                     |                     |                     |  |  |
| Andrea I                  | Andrea I                  | Andrea I                  | Andrea I                  | Andrea I                  | Andrea I                  |  |  |                     |                     | Béla I              | Béla I              | Béla I              | Béla I              | Béla I  | Béla I  |         |         | Richeza o Adelaide | Richeza o Adelaide | Richeza o Adelaide | Richeza o Adelaide | Richeza o Adelaide | Richeza o Adelaide |                      |                      |                      |                      |                         |                         |                         |                         |                         |                         |                     |                     |                     |                     |          |          |          |          |          |          |  |  |       |       |       |       |       |       |  |  |                     |                     |                     |                     |                     |                     |  |  |
|                           |                           |                           |                           |                           |                           |  |  |                     |                     |                     |                     |                     |                     |         |         |         |         |                    |                    |                    |                    |                    |                    |                      |                      |                      |                      |                         |                         |                         |                         |                         |                         |                     |                     |                     |                     |          |          |          |          |          |          |  |  |       |       |       |       |       |       |  |  |                     |                     |                     |                     |                     |                     |  |  |
| Salomone                  |                           |                           |                           |                           |                           |  |  |                     |                     |                     |                     |                     |                     |         |         |         |         |                    |                    |                    |                    |                    |                    |                      |                      |                      |                      |                         |                         |                         |                         |                         |                         |                     |                     |                     |                     |          |          |          |          |          |          |  |  |       |       |       |       |       |       |  |  |                     |                     |                     |                     |                     |                     |  |  |
|                           |                           |                           |                           |                           |                           |  |  |                     |                     |                     |                     |                     |                     |         |         |         |         |                    |                    |                    |                    |                    |                    |                      |                      |                      |                      |                         |                         |                         |                         |                         |                         |                     |                     |                     |                     |          |          |          |          |          |          |  |  |       |       |       |       |       |       |  |  |                     |                     |                     |                     |                     |                     |  |  |
|                           |                           |                           |                           |                           |                           |  |  |                     |                     |                     |                     |                     |                     |         |         |         |         |                    |                    |                    |                    |                    |                    |                      |                      |                      |                      |                         |                         |                         |                         |                         |                         |                     |                     |                     |                     |          |          |          |          |          |          |  |  |       |       |       |       |       |       |  |  |                     |                     |                     |                     |                     |                     |  |  |
| Géza I                    | Géza I                    | Géza I                    | Géza I                    | Géza I                    | Géza I                    |  |  |                     |                     |                     |                     | ignota*             | ignota*             | ignota* | ignota* | ignota* | ignota* |                    |                    | Ladislao           | Ladislao           | Ladislao           | Ladislao           | Ladislao             | Ladislao             |                      |                      | Adelaide di Rheinfelden | Adelaide di Rheinfelden | Adelaide di Rheinfelden | Adelaide di Rheinfelden | Adelaide di Rheinfelden | Adelaide di Rheinfelden |                     |                     |                     |                     | Lamberto | Lamberto | Lamberto | Lamberto | Lamberto | Lamberto |  |  | Elena | Elena | Elena | Elena | Elena | Elena |  |  | Zvonimir di Croazia | Zvonimir di Croazia | Zvonimir di Croazia | Zvonimir di Croazia | Zvonimir di Croazia | Zvonimir di Croazia |  |  |
| Géza I                    | Géza I                    | Géza I                    | Géza I                    | Géza I                    | Géza I                    |  |  |                     |                     |                     |                     | ignota*             | ignota*             | ignota* | ignota* | ignota* | ignota* |                    |                    | Ladislao           | Ladislao           | Ladislao           | Ladislao           | Ladislao             | Ladislao             |                      |                      | Adelaide di Rheinfelden | Adelaide di Rheinfelden | Adelaide di Rheinfelden | Adelaide di Rheinfelden | Adelaide di Rheinfelden | Adelaide di Rheinfelden |                     |                     |                     |                     | Lamberto | Lamberto | Lamberto | Lamberto | Lamberto | Lamberto |  |  | Elena | Elena | Elena | Elena | Elena | Elena |  |  | Zvonimir di Croazia | Zvonimir di Croazia | Zvonimir di Croazia | Zvonimir di Croazia | Zvonimir di Croazia | Zvonimir di Croazia |  |  |
|                           |                           |                           |                           |                           |                           |  |  |                     |                     |                     |                     |                     |                     |         |         |         |         |                    |                    |                    |                    |                    |                    |                      |                      |                      |                      |                         |                         |                         |                         |                         |                         |                     |                     |                     |                     |          |          |          |          |          |          |  |  |       |       |       |       |       |       |  |  |                     |                     |                     |                     |                     |                     |  |  |
| Re d'Ungheria (dal 1095)  | Re d'Ungheria (dal 1095)  | Re d'Ungheria (dal 1095)  | Re d'Ungheria (dal 1095)  | Re d'Ungheria (dal 1095)  | Re d'Ungheria (dal 1095)  |  |  | Iaroslav di Volinia | Iaroslav di Volinia | Iaroslav di Volinia | Iaroslav di Volinia | Iaroslav di Volinia | Iaroslav di Volinia |         |         | figlia  | figlia  | figlia             | figlia             | figlia             | figlia             |                    |                    | Irene (nata Piroska) | Irene (nata Piroska) | Irene (nata Piroska) | Irene (nata Piroska) | Irene (nata Piroska)    | Irene (nata Piroska)    |                         |                         | Giovanni II Comneno     | Giovanni II Comneno     | Giovanni II Comneno | Giovanni II Comneno | Giovanni II Comneno | Giovanni II Comneno |          |          |          |          |          |          |  |  |       |       |       |       |       |       |  |  |                     |                     |                     |                     |                     |                     |  |  |
| Re d'Ungheria (dal 1095)  | Re d'Ungheria (dal 1095)  | Re d'Ungheria (dal 1095)  | Re d'Ungheria (dal 1095)  | Re d'Ungheria (dal 1095)  | Re d'Ungheria (dal 1095)  |  |  | Iaroslav di Volinia | Iaroslav di Volinia | Iaroslav di Volinia | Iaroslav di Volinia | Iaroslav di Volinia | Iaroslav di Volinia |         |         | figlia  | figlia  | figlia             | figlia             | figlia             | figlia             |                    |                    | Irene (nata Piroska) | Irene (nata Piroska) | Irene (nata Piroska) | Irene (nata Piroska) | Irene (nata Piroska)    | Irene (nata Piroska)    |                         |                         | Giovanni II Comneno     | Giovanni II Comneno     | Giovanni II Comneno | Giovanni II Comneno | Giovanni II Comneno | Giovanni II Comneno |          |          |          |          |          |          |  |  |       |       |       |       |       |       |  |  |                     |                     |                     |                     |                     |                     |  |  |

- Secondo una teoria accademica che suggerisce che Ladislao avesse due mogli.

## Galleria d'immagini

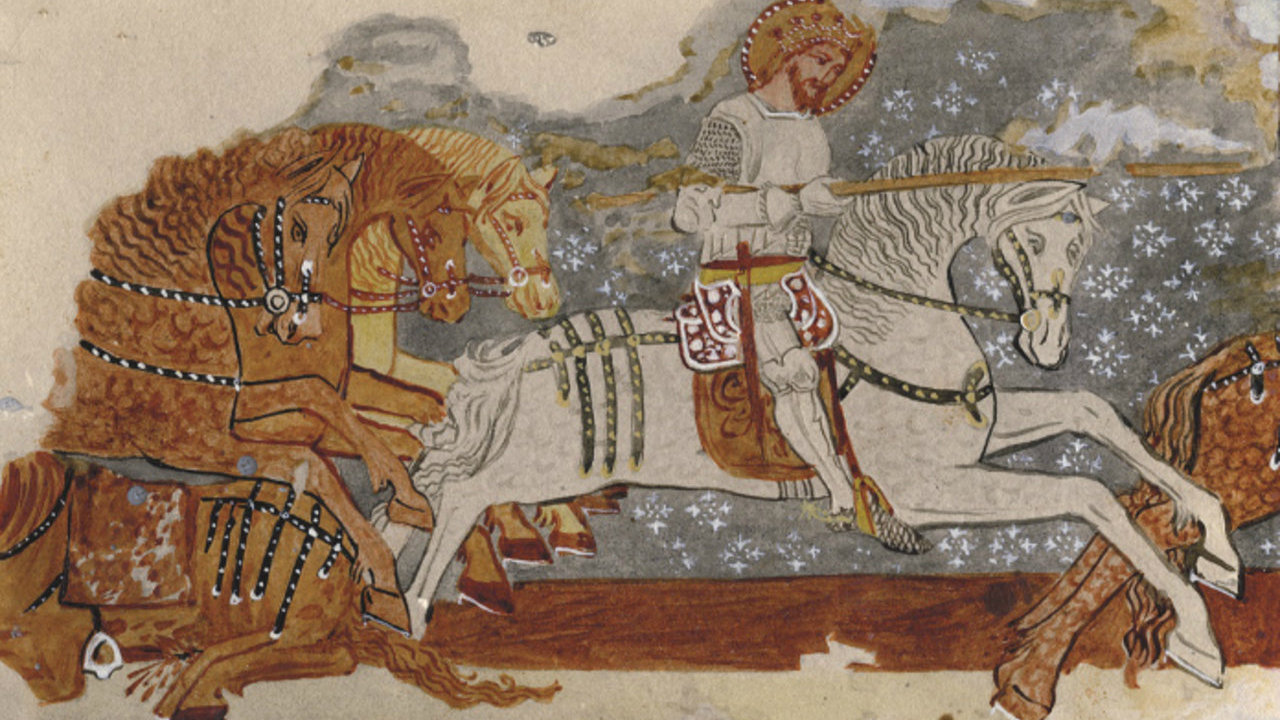
Ladislao insegue il guerriero "cumano" (affresco della chiesa unitaria di Dârjiu, Romania)
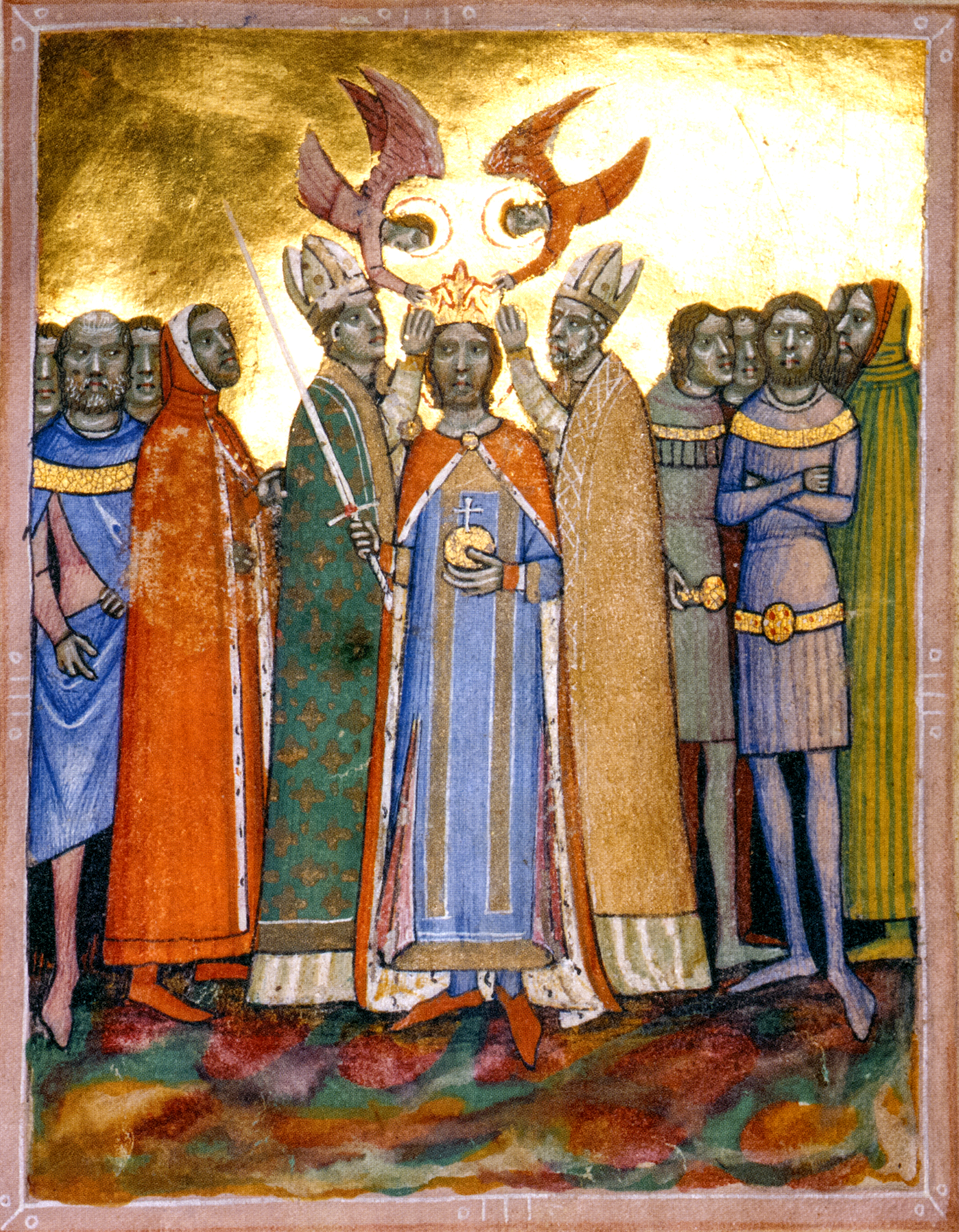
Due angeli e due vescovi incoronano Ladislao (illustrazione tratta dalla Chronica Picta)
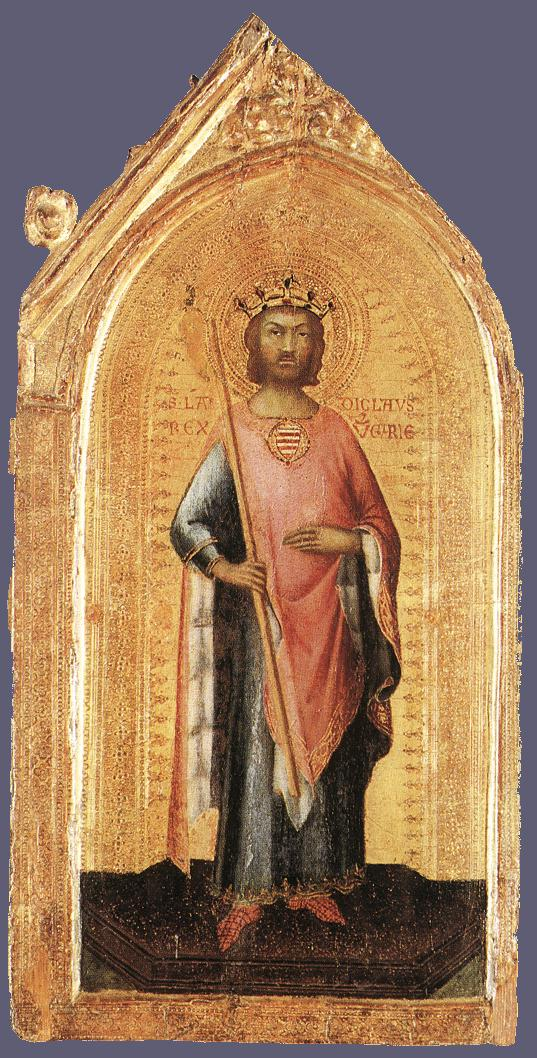
San Ladislao, olio su tavola di Simone Martini (museo civico di Santa Maria della Consolazione, Altomonte, Calabria)
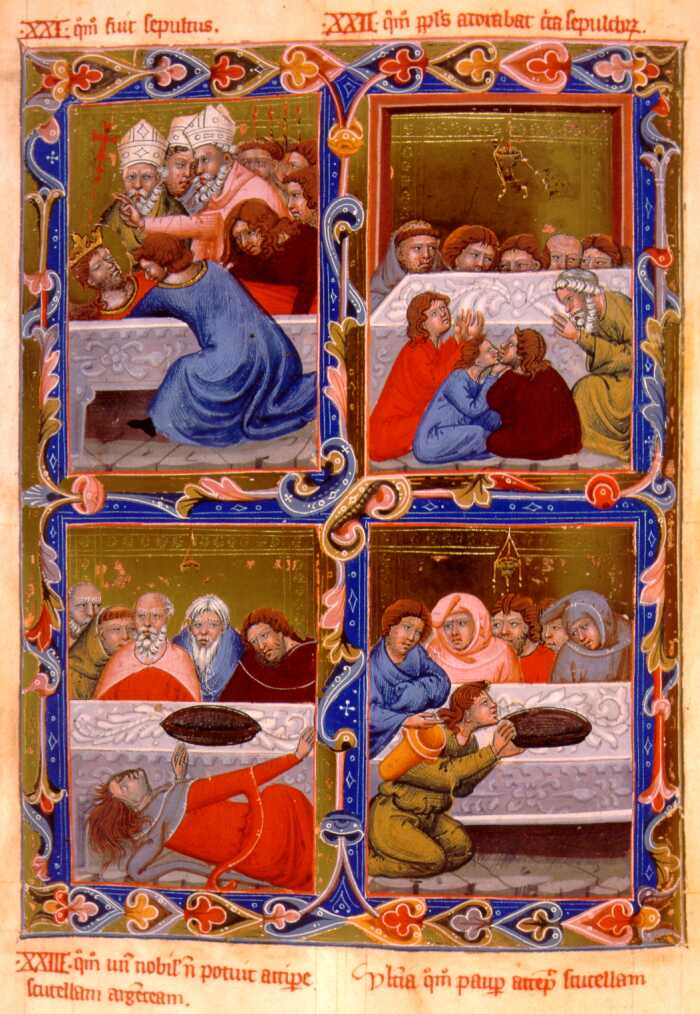
1. Funerale di Ladislao; 2. Fedeli pregano presso la sua tomba; 3. Un uomo facoltoso tenta invano di sollevare il sigillo d'argento; 4. Un uomo povero solleva il sigillo, trovandolo leggerissimo. (tratto dal Legendarium angioino)
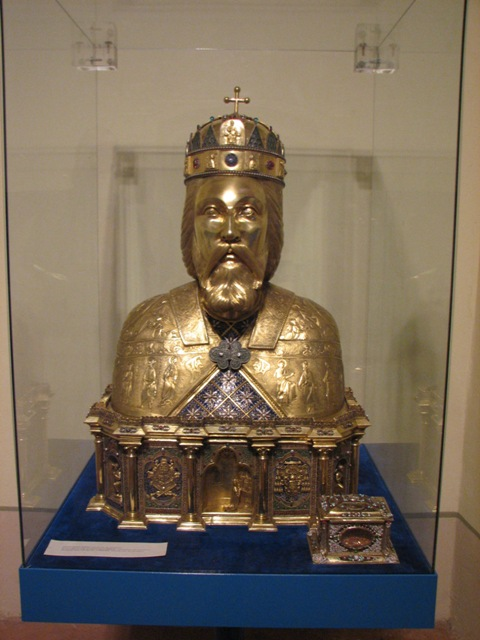
Reliquiario di Ladislao del tardo XIX secolo (cattedrale di Oradea, Romania)
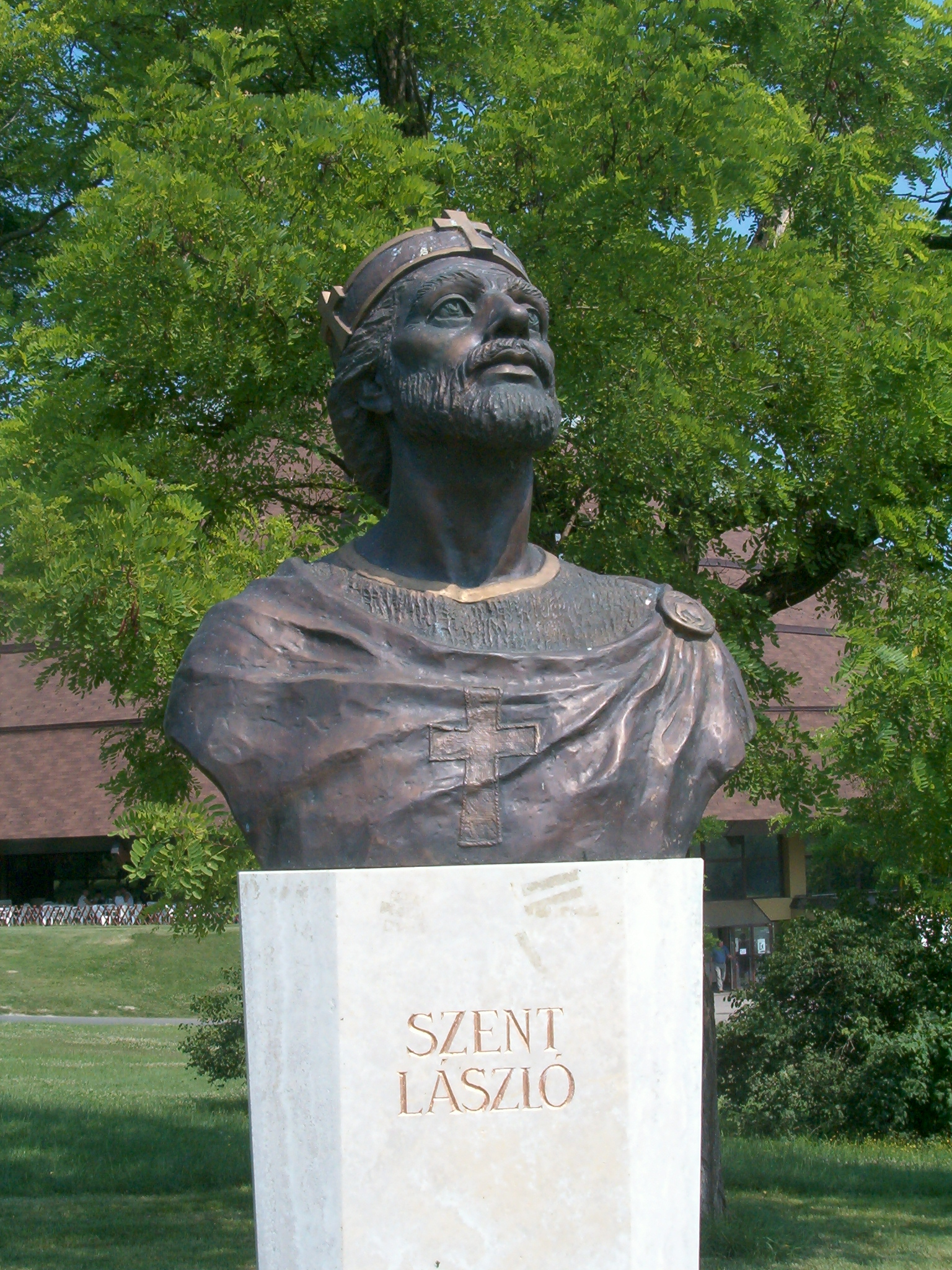
Busto dedicato a Ladislao presso Ópusztaszer
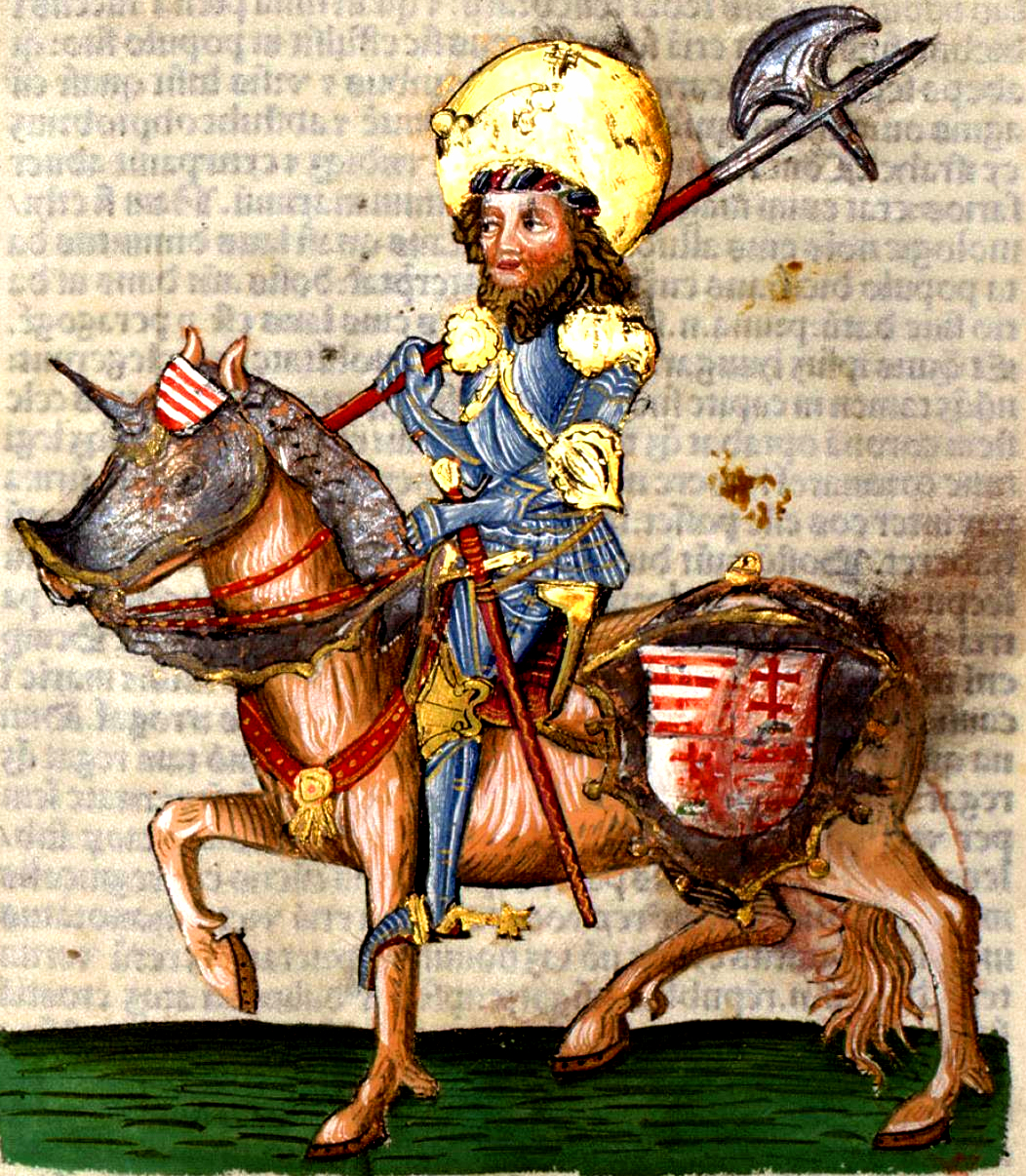
Raffigurazione del sovrano tratta dalla Chronica Hungarorum
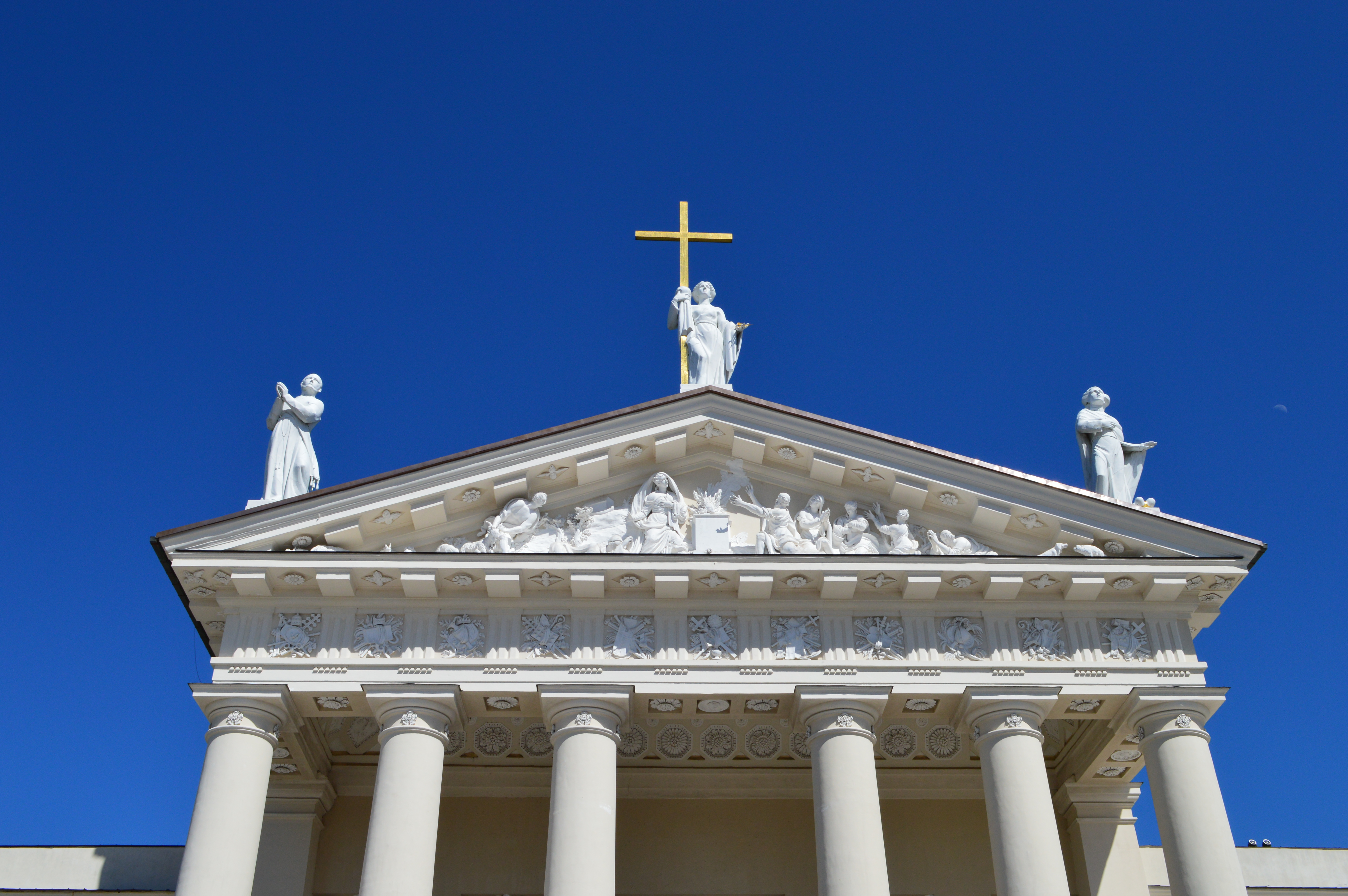
Cattedrale di Vilnius, dedicata ai santi Stanislao e Ladislao. Si crede che fu l'aura attorno al sovrano magiaro a ispirare il granduca lituano Jogaila a scegliere come nome di battesimo Ladislao quando acquisì la Corona di Polonia nel 1386

### Fonti primarie
- Bernoldo di Costanza, Chronicon, in I.S. Robinson, Eleventh-Century Germany: The Swabian Chronicles, Manchester University Press, 2008,  pp. 245-337, ISBN 978-0-7190-7734-0.
- Gallo Anonimo, Cronaca e atti di principi o re polacchi, in Annali della Scuola Normale Superiore di Pisa, traduzione di Jan Władysław Woś, vol. 11, n. 1, Scuola Normale Superiore, 1981,  pp. 165-179.
- Chronica Picta, traduzione di Dezső Dercsényi, Corvina, Taplinger Publishing, 1970, ISBN 0-8008-4015-1.
- Olga Perić, Cronaca di Tommaso Arcidiacono, traduzione di Damir Karbić, Mirjana Matijević Sokol e James Ross Sweeney, CEU Press, 2006, ISBN 963-7326-59-6.
- Artvico, Vita di re Stefano d'Ungheria, in Thomas Head, Medieval Hagiography: An Anthology, traduzione di Nora Berend, Routledge, 2001,  pp. 378–398, ISBN 0-415-93753-1.

### Fonti secondarie
- (EN) Attila Bárány, The Expansion of the Kingdom of Hungary in the Middle Ages (1000-1490), in The Expansion of Central Europe in the Middle Ages, Ashgate Variorum, 2012,  pp. 333-380, ISBN 978-1-4094-2245-7.
- (EN) Bryan Cartledge, The Will to Survive: A History of Hungary, C. Hurst & Co, 2011, ISBN 978-1-84904-112-6.
- (EN) Florin Curta, Southeastern Europe in the Middle Ages, 500-1250, Cambridge, Cambridge University Press, 2006, ISBN 978-0-511-81563-8.
- Norman Davies, Storia d'Europa, vol. 1-2, Pearson Italia S.p.a., 2006, ISBN 978-88-42-49964-0.
- (EN) Pál Engel, The Realm of St Stephen: A History of Medieval Hungary, 895-1526, I.B. Tauris Publishers, 2001, ISBN 1-86064-061-3.
- (HU) Géza Érszegi e László Solymosi, Az Árpádok királysága, 1000-1301 [La monarchia degli Arpadi, 1000-1301], in Magyarország történeti kronológiája, I: a kezdetektől 1526-ig [Cronologia storica dell'Ungheria, I: dalle origini al 1526], Akadémiai Kiadó, 1981,  pp. 79-187, ISBN 963-05-2661-1.
- (HU) Mihály Ferdinandy, Ottó, a szent császár [Ottone III, sacro romano imperatore], III, Balassi Kiadó, ISBN 963-506-336-9.
- (EN) John V.A. Jr. Fine, The Early Medieval Balkans: A Critical Survey from the Sixth to the Late Twelfth Century, Ann Arbor, University of Michigan Press, ISBN 0-472-08149-7.
- (EN) Márta Font, Koloman the Learned, King of Hungary, traduzione di Monika Miklán, ISBN 963-482-521-4.
- Tamás Kiss e Norbert S. Medgyesy, San Ladislao re d'Ungheria. «Athleta patriae», traduzione di Maria Bruna Romito, Velar, 2017, ISBN 978-88-66-71473-6.
- (EN) Gábor Klaniczay, Holy Rulers and Blessed Princes: Dynastic Cults in Medieval Central Europe, Cambridge University Press, ISBN 0-521-42018-0.
- (EN) László Kontler, Millennium in Central Europe: A History of Hungary, Atlantisz Publishing House, 1999, ISBN 963-9165-37-9.
- (EN) Z.J. Kosztolnyik, Five Eleventh Century Hungarian Kings: Their Policies and their Relations with Rome, Boulder, 1981, ISBN 0-914710-73-7.
- (HU) Gyula Kristó e Ferenc Makk, Az Árpád-ház uralkodói [Sovrani della casata degli Arpadi], I.P.C. Könyvek, 1996, ISBN 963-7930-97-3.
- (EN) Gyula László, The Magyars: Their Life and Civilisation, Corvina, 1996, ISBN 963-13-4226-3.
- (EN) Alexandru Madgearu, Byzantine Military Organization on the Danube, 10th-12th Centuries, Brill, 2013, ISBN 978-90-04-21243-5.
- (EN) Branka Magaš, Croatia Through History, SAQI, 2007, ISBN 978-0-86356-775-9.
- (HU) Ferenc Makk, I. (Szt.) László, in Korai magyar történeti lexikon (9-14. század) [Enciclopedia della storia antica ungherese (IX–XIV secolo)], Akadémiai Kiadó,  pp. 394-396, ISBN 963-05-6722-9.
- (HU) Ferenc Makk e Gábor Thoroczkay, Írott források az 1050-1116 közötti magyar történelemről [Fonti scritte disponibili sulla storia ungherese tra il 1050 e il 1116], I.P.C. Könyvek, 2006, ISBN 978-963-482-794-8.
- (EN) Tadeusz Manteuffel, The Formation of the Polish State: The Period of Ducal Rule, 963-1194, traduzione di Andrew Gorski, Wayne State University Press, 1982, ISBN 0-8143-1682-4.
- Adriano Papo e Gizella Nemeth Papo, Storia e cultura dell'Ungheria: dalla preistoria del bacino carpatodanubiano all'Ungheria dei giorni nostri, Rubbettino, 2000, ISBN 978-88-72-84988-0.
- (EN) I.S. Robinson, Henry IV of Germany, 1056–1106, Cambridge University Press, 1999, ISBN 0-521-54590-0.
- (EN) Przemysław Wiszewski, Domus Bolezlai: Values and Social Identity in Dynastic Traditions of Medieval Poland (c. 966-1138), Brill, ISBN 978-90-04-18142-7.